# Шин (арабська літера)

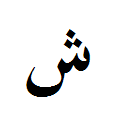
Ізольована форма літери

Шин (араб. شين‎‎‎; шӣн) — тринадцята літера арабської абетки, позначає звук [ʃ].
В ізольованій та кінцевій позиціях шін має вигляд ش; в початковій та серединній — شـ.
Шін належить до сонячних літер.
Літері відповідає число 300.
В перській мові ця літера має назву «шин» (перс. شين), звучить як [ʃ].

## В юнікоді
| Юнікод         | U+0634              |
| Ім'я в юнікоді | ARABIC LETTER SHEEN |
| HTML           | &#1588;             |
| ISO 8859-6     | 0xd4                |